# Emma Nallet-Poussin
Camille Emma Nallet-Poussin, née le 17 août 1853 à Paris où elle est morte le 29 mai 1932, est une peintre et sculptrice française.

## Biographie
Camille Emma Aline de La Vallée Poussin est la fille de Guillaume Tell de La Vallée Poussin, ingénieur et diplomate, et de Louise Roux, couturière.
Elle est élève en sculpture de Charles Valton et en peinture de Louis-Henri de Rudder, Jean Gigoux et Suzanne Valadon.
Au Salon de 1870, elle propose un pastel reproduisant un portrait de Rembrandt peint en 1633. En 1873, le Salon des refusés lui permet d'exposer peinture et sculpture.
Elle épouse en 1876 Émile Prudent Nallet.
Puis elle exposera de nouveau au Salon de 1880 à 1912.
Elle donne des cours de peinture dans son atelier au 8, de la rue de Bellefond, et préside la société de femmes peintres, sculpteurs et graveurs nommée La Palette et l'Ébauchoir.
Elle se dévoue également dans l'œuvre sociale : elle est éducatrice (dispense des cours sur des sujets d'hygiène), conférencière et secrétaire à La Prospérité (Mouvement de mobilisation des femmes pour la cause antialcoolique en France).
Elle meurt à l'âge de 78 ans à son domicile parisien de la rue Victor-Massé.